# Contrevoz
Contrevoz település Franciaországban, Ain megyében. Lakosainak száma 489 fő (2022. január 1.). Contrevoz Andert-et-Condon, Cheignieu-la-Balme, Innimond, Saint-Germain-les-Paroisses és Chazey-Bons községekkel határos.

## Népesség
A település népességének változása:
| Lakosok száma | 297  | 376  | 416  | 459  | 518  | 503  | 499  | 498  | 496  | 489  |
|               | 1968 | 1982 | 1990 | 2006 | 2013 | 2015 | 2017 | 2019 | 2020 | 2022 |